# Station Wolanów
Station Wolanów is een spoorwegstation in de Poolse plaats Wolanów.